# Partidos comunistas en el Perú
Existen varias organizaciones que se autodenominan como Partido Comunista del Perú o similar. Algunas de estas aún se encuentran activas mientras que otras han desaparecido y algunas se integraron a Sendero Luminoso o al Movimiento Revolucionario Túpac Amaru.

## PCP - Unidad
De acuerdo con Broadleft.org, el partido comunista más antiguo en el Perú es el Partido Comunista Peruano (PCP) - Unidad, fundado en 1928 por José Carlos Mariátegui bajo el nombre de Partido Socialista del Perú. En 1930 el nombre fue cambiado a PCP. Usualmente este partido es identificado como [Unidad], para diferenciarlo de otros partidos de nombre similar. Jorge del Prado fue elegido secretario general del partido de 1966 a 1991. La principal base política del PCP-Unidad se ubica actualmente en la Plaza Ramón Castilla en la ciudad de Lima y su secretario general es Roberto de la Cruz. Otro líder es Renán Raffo Muñoz. Este partido publica su periódico Unidad.
En los siguientes años, el PCP - Unidad sufrió varias divisiones. La principal se dio cuando se separó del partido otra facción importante de orientación maoísta que asumió el nombre de Partido Comunista del Perú - Bandera Roja (PCP - BR). De este, a su vez, se separó el Partido Comunista del Perú - Patria Roja (PCP-PR). Finalmente, Sendero Luminoso, cuyo nombre oficial del Estado es Partido Comunista del Perú - Sendero Luminoso (PCP-SL), es un grupo que se separó del PCP-BR, y es actualmente considerado como una organización terrorista.

## Otros partidos
Otro partido que también se considera a sí mismo como el Partido Comunista del Perú es el Partido Comunista del Perú - Patria Roja, fundado en 1970 y encabezado actualmente por Alberto Moreno. Este partido desciende del principal grupo de PCP-Bandera Roja, que, a su vez, se originó como una facción maoísta del Partido Comunista Peruano..
Tanto PCP-Bandera Roja como PCP-Unidad se denominan igual que sus publicaciones. Sin embargo dichos nombres son designaciones informales. El nombre oficial del PCP-Unidad es simplemente "Partido Comunista Peruano". Hubo también una facción llamada Partido Comunista Peruano-Mayoría (PCP-Mayoría) alrededor de los años 1980. Los miembros de esta facción consideraron que el PCP-Unidad había tomado un giro eurocomunista, mientras que ellos preferían una línea más radical de corte Soviético.
Hay otros grupos que también se consideran a sí mismos solamente como el "Partido Comunista del Perú". El grupo más conocido es Sendero Luminoso (un nombre que dicho grupo no utiliza oficialmente para denominarse a sí mismo). Este grupo armado es una organización terrorista que se inició como una rama del PCP-Bandera Roja, separándose de éste a inicios de los años 1970. Sendero Luminoso considera que tanto PCP-Patria Roja como PCP-Unidad son revisionistas habiendo asesinado a varios de los militantes y dirigentes de dichas agrupaciones políticas. 

### Partidos políticos que usaron el nombre
El Partido Comunista Peruano fue fundado con el nombre de Partido Socialista Peruano por José Carlos Mariátegui. Se le considera el primer partido comunista del Perú.
Algunos otros partidos políticos también reclaman el uso de dicho nombre (o su real significado):
- Partido Comunista del Perú - Estrella Roja (PCP-ER)
- Partido Comunista del Perú - Nueva Mayoría (PCP-NM)
- Partido Comunista del Perú - Bandera Roja (PCP-BR)
- Partido Comunista del Perú - Patria Roja[2][3] (PCP-PR)
- Partido Comunista del Perú - Puka Llacta (PCP-PLL)
- Partido Comunista Peruano (Marxista-Leninista) (PCP-ML)
- Partido Comunista del Perú - Sendero Luminoso (PCP-SL)
- Partido Comunista del Perú (Marxista-Leninista-Maoísta) (PCP-MLM)
- Militarizado Partido Comunista del Perú[4] (MPCP)
- Organización Popular Revolucionaria (OPR)
- Frente Democrático del Pueblo (FDP)
- Partido Comunista Revolucionario (PCR)
- Partido Comunista Revolucionario - Trinchera Roja (PCR-TR)
- Partido Socialista Revolucionario (Marxista-Leninista) (PSR-ML)
- Vanguardia Revolucionaria (Proletario Comunista) (VR-PC)
- Partido Revolucionario de los Trabajadores (PRT)
- Partido Obrero Revolucionario Trotskista (PORT)
- Partido Obrero Marxista Revolucionario (POMR)
- Partido Socialista de los Trabajadores (PST)

La Izquierda Unida fue un movimiento que englobó a varias de estos partidos de izquierda y que logró tener un fuerte protagonismo político en los años 1980.